# La Bisbal del Panadés
La Bisbal del Panadés (oficialmente en catalán La Bisbal del Penedès) es un municipio y localidad española de la provincia de Tarragona, en la comunidad autónoma de Cataluña. El término municipal, ubicado en la comarca del Bajo Panadés, tiene una población de 4168 habitantes (INE 2024).

## Historia

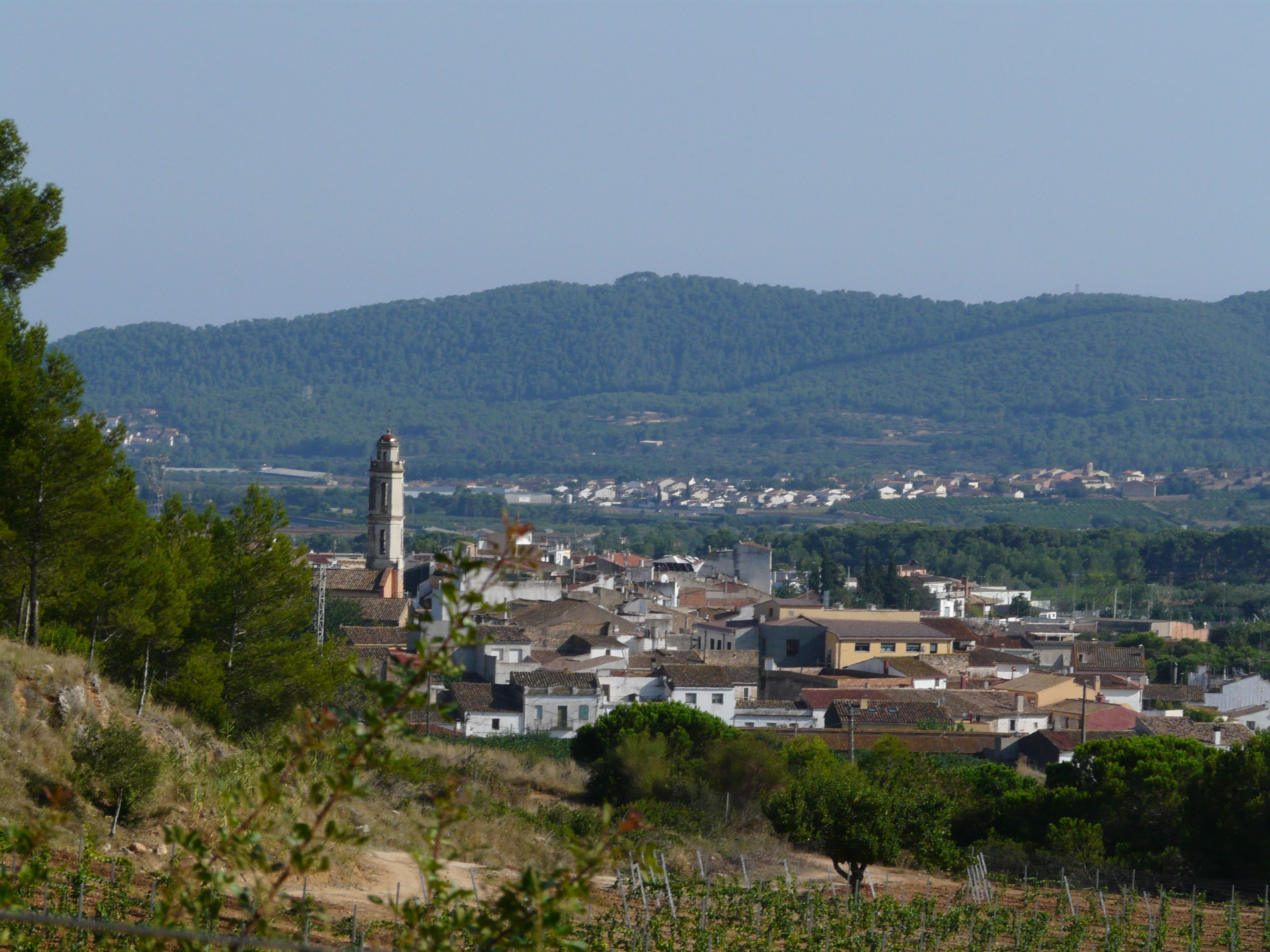
Vista de la localidad con la torre de la iglesia de Santa María destacando sobre las edificaciones circundantes

Aparece citada por primera vez en un testamento datado en 1011 y de nuevo en 1307. Pertenecía a Castellví de la Marca, población cuyo término municipal se extendía hasta el río Francolí. Se cree que por entonces no era una villa si no más un punto de parada en el camino.
Hasta principios del siglo XIV existe un periodo del que no se tiene ningún tipo de documentación histórica. Se vuelve a tener noticias del lugar al instalarse allí los Salbà, familia procedente de Aiguamurcia y que a partir del siglo XV fueron barones del lugar. Ya en el siglo XVII pasó a manos de la familia Vilallonga.
El 17 de mayo de 1813 se produjo la llamada batalla de la Bisbal en la que las tropas del ejército francés, mandadas por Maurice Mathieu de la Redorte, fueron derrotadas.
En 1822, el general Josep Romagosa, nacido en la Bisbal, se alzó en contra de la Constitución, lo que marcó al pueblo como partidario del absolutismo. Durante las tres guerras carlistas la ciudad se mantuvo a favor de los pretendientes carlistas "Carlos V", "Carlos VI" y "Carlos VII".

## Demografía
Cuenta con una población de 4168 habitantes (INE 2024).
| Gráfica de evolución demográfica de La Bisbal del Panadès entre 1842 y 2021 |
| |
| Población de derecho según los censos de población del INE Población de hecho según los censos de población del INEEn estos censos se denominaba Bisbal de Panadés: 1842 y 1857 En estos censos se denominaba Bisbal del Panadés: 1860, 1877, 1887, 1897, 1900, 1910, 1920, 1930, 1940, 1950, 1960, 1970 y 1981 |

## Economía
La agricultura de secano ha sido durante muchos años la principal fuente de ingresos de la población. Los cultivos más destacados son la viña, olivos, almendros y cereales.

## Patrimonio
La iglesia parroquial está dedicada a Santa María. Es de construcción moderna en estilo neogótico. Tiene una nave central y dos naves laterales. Fue erigida en el lugar en el que se encontraba la antigua iglesia del siglo XIII. Durante muchos años se veneró en ella una imagen de la Virgen de la Leche.

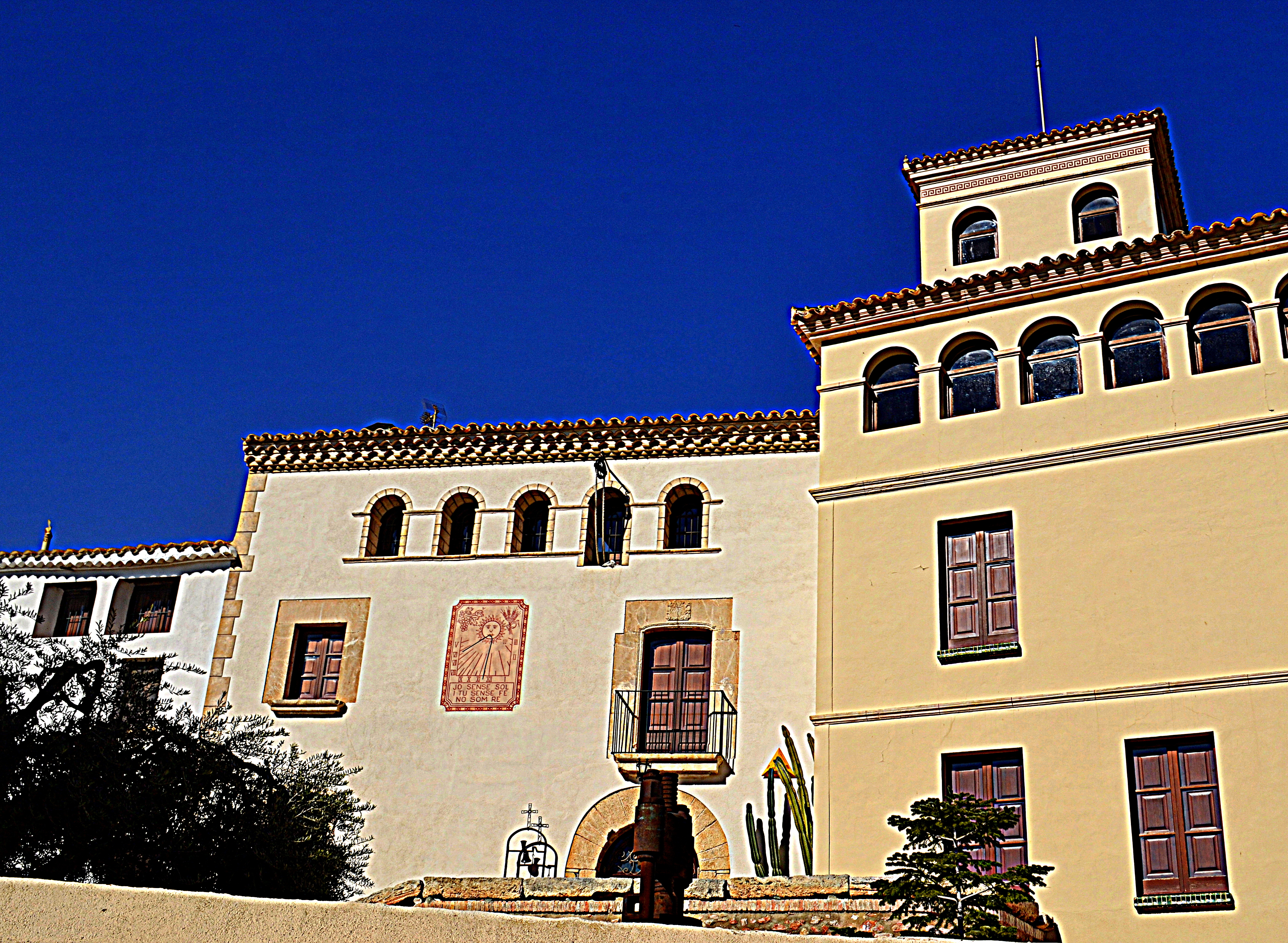
Ca l'Alegret

En la vecindad de Ortigós (en catalán L'Ortigós) se conservan los restos de una antigua torre construida entre los siglos X y XII. Se trata de una torre circular que en origen tuvo una altura de 13 m aunque en la actualidad se conservan únicamente 8 m. Popularmente se la conoce con el nombre de Torre dels moros (en castellano Torre de los Moros). Muy cerca se encuentra una masía, la de Ca l'Alegret, construida en 1768. En 1910 se le añadió una torre y la bodega.
No quedan restos del antiguo castillo de la Bisbal. Se cree que fue construido en el siglo XII y que vivió su máximo esplendor en el siglo XV, siendo barón Bernat Salvà. Fue ocupado en 1875 por las tropas isabelinas y se hundió de forma definitiva a fines del siglo XIX.

## Fiestas
Celebra su fiesta mayor durante el mes de agosto. La fiesta de invierno es el mes de enero.